# Gestüt Schlenderhan
Le Gestüt Schlenderhan est un des principaux élevages et une écurie de chevaux de courses allemand,. Le Gestüt Schlenderhan, possédé par le Baron Georg Von Ullman a notamment élevé et fait courir Mare Australis, Adlerflug et In Swoop,,,.

## Histoire
Le banquier allemand Eduard von Oppenheim fonde le Gestüt Schlenderhan en 1869 sur les terres du Château de Schlenderhan, à Bergheim. Resté pendant plus d'un siècle et demi dans cette même famille, le haras est cédé à la suite de difficultés financières de la banque Sal-Oppenheim à la Deutsche Bank en 2016, mais le Gestüt Schlenderhan retourne dans les mains de la famille von Oppenheim en 2019 par l'intermédiaire du Baron Georg von Ullman, arrière-petit-fils d'Eduard von Oppenheim,. C'est l'écurie la plus titrée en Allemagne, comptabilisant 19 victoires dans le Derby Allemand. Le grand étalon Monsun y fait la monte entre 1994 et 2012.

## Palmarès
Victoires dans les courses de groupe 1
 Allemagne
- Derby Allemand – 19 – Mah Jong (1927), Alba (1930), Sturmvogel (1935), Orgelton (1938), Wehr Dich (1939), Schwarzgold (1940), Magnat (1941), Asterblüte (1949), Allasch (1953), Don Giovanni (1969),  Alpenkönig (1970), Stuyvesant  (1976), Adlerflug (2008) - Wiener Walzer (2009), In Swoop (2020)
- Grand Prix de Bavière – 6 – Alpenkönig (1970), Arratos (1972), Catella (2000), Wiener Walzer (2009), Ito (2015), Ivanhowe (2014)
- Grand Prix de Baden – 2 – Alpenkönig (1970), Ivanhowe (2014)
- Bayerisches Zuchtrennen – 4 – Boris (1972), Index (1981), Anno (1982)
- Grand Prix de Berlin – 1 – Adlerflug (2009)
- Preis der Diana – 12 – Dornrose (1935), Schwarzgold (1940), Yngola (1944), Aralia (1948), Asterblüte (1949), Jana (1952), Sabera (1964), Indra (1965), Schönbrunn (1969), Slenderella (1984, did-heat), Amarette (2004), Iota (2005)
- Preis von Europa – 1 – Solon (1995)
- Grand Prix de Berlin – 4 – Alpenkönig (1970), Lombard (1971,1972), Arratos (1973)

 France
- Prix Ganay – 1 – Mare Australis (2021)
- Critérium International – 1 – Alson (2019)
- Prix Jacques le Marois – 1 – Priamos (1970)

 Italie
- Gran Criterium – 1 – Konigstiger (2004)